# Eduardo Trillini
Eduardo Walter Trillini (* 20. Juni 1958 in San Miguel (Buenos Aires)) ist ein ehemaliger argentinischer Radrennfahrer und nationaler Meister im Radsport.

## Sportliche Laufbahn
Trillini war Bahnradsportler und auch im Straßenradsport aktiv. Er war Teilnehmer der Olympischen Sommerspiele 1984 in Los Angeles. Dort startete er im Bahnradsport. In der Einerverfolgung schied er in der Qualifikation aus. In der Mannschaftsverfolgung wurde Argentinien mit Pedro Caino, Gabriel Curuchet, Juan Esteban Curuchet und Eduardo Trillini auf dem 9. Rang klassiert.
Bei den Panamerikanischen Spielen 1979 war er Mitglied des Bahnvierers, der die Bronzemedaille in der Mannschaftsverfolgung gewann. Bei den Panamerikanischen Meisterschaften gewann er 1980 (mit Pedro Caíno, Omar Richeze und Nestor Montabilet) und 1981 (mit Pedro Caíno, Juan Carlos Haedo und Gustavo Kucich) die Goldmedaille in der Mannschaftsverfolgung. Eine Goldmedaille gewann er 1980 bei den Südamerikanischen Spielen in der Mannschaftsverfolgung. 1980 gewann er das Straßenrennen der Männer bei den Panamerikanischen Meisterschaften. 1982 siegte er im Gran Caracol de Pista, dem damals bedeutendsten internationalen Bahnrennen in Südamerika.
1984 siegte er mit Roman Herman im Sechstagerennen von Buenos Aires. 1987 war er dort mit Marcelo Alexandre erfolgreich.
Auf der Straße gewann Trillini 1976 und 1986 das Rennen Apertura CC La Nación Mercedes sowie 1980 die Panamerikanische Meisterschaft im Straßenrennen. 1982 holte er den Gesamtsieg im Etappenrennen Tour de San Juan.
Die Argentinische Meisterschaft im Straßenrennen der Männer entschied Trillini 1983 für sich. Auch in der Vuelta Ciclista del Uruguay war er in jener Saison erfolgreich. 1986 holte er den Sieg im Criterium de Apertura, einem seit 1917 ausgetragenen Eintagesrennen. Die Rutas de América gewann er 1989 vor Sergio Tesitore. Zweiter wurde Trillini 1981 in der Rutas de América und 1988 in der Vuelta Ciclista del Uruguay.